# Saison 1 de Summerland
Chronologie
Saison 2
Cet article présente le guide des épisodes de la première saison de la série télévisée Summerland.

## Épisodes

### Épisode 1:Une nouvelle vie [1/2]
- Tyler Patrick Jones : Chris
- Chelsea Staub : Sharon
- Steve Tom : Prêcheur télévisé
- Patrick Fabian : Ian Straub
- Glenn Morshower : Ted Westerly
- Megan Ward : Karen Westerly
- Joseph Kell : Bob Westerly
- Cole Petersen : Chris

### Épisode 2:Une cohabitation difficile [2/2]
- Tyler Patrick Jones : Chris
- Ashley Rose Orr : la fille de la plage

### Épisode 3:Premiers flirts
- Zac Efron : Cameron
- Jeremy Maxwell : Sylvester
- Gerald Downey : Dr Mike
- Riley Smith : Tanner
- Adrian R'Mante : Boyle
- C. Thomas Howell : Kyle

### Épisode 4:La Famille avant tout
- Sara Paxton : Sarah
- Zac Efron : Cameron
- Jane Vinnik : une amie
- Alejandra Flores : Rosie
- John Berg : Max Winters
- Lauren Stamile : Lauren Cooper : Mark L. Taylor : Ed

### Épisode 5:Les Démons du passé
- Zac Efron : Cameron
- Shelley Buckner : Amber Starr
- James Black : Dalton Grant
- Logan Browning : Carrie
- José Solano : Theo
- Reid Godshaw : Charlie
- Cameron Daddo : Bryant
- Kate Hodge : Traci

### Épisode 6:L'Esprit du surf
- Simon Rex : Sun
- Kayren Butler : Rachel
- Marisa Theodore : Cricket
- Faleolo Alailima : Kipper

### Épisode 7:Vague de chaleur
- Shelley Buckner : Amber Starr
- Sara Paxton : Sarah
- Zac Efron : Cameron
- Tyler Patrick Jones : Chris
- Susan Walters : Carol McFarlane
- Brad Schmidt : Mac

### Épisode 9:Les Meilleures Intentions
- Sara Paxton : Sarah
- Jay Harrington : Simon O'Keefe
- Danielle Savre : Callie
- Kim Morgan Greene : La mère de Sarah
- Rosanna Arquette : Ronnie
- Leo Tolkin : Adam

### Épisode 10:Une dernière chance
- Shelley Buckner : Amber Starr
- Zac Efron : Cameron
- Abigail Mavity : Martha McFarlane
- Kristin Veitch : Journaliste n°1
- Serena Scott Thomas : Anastacia Dubois

### Épisode 11:La Confusion des sentiments
- Zac Efron : Cameron
- Jay Harrington : Simon O'Keefe
- Sara Paxton : Sarah
- Danielle Savre : Callie
- Abigail Mavity : Martha McFarlane
- Lou Richards : M. Borden
- Paul Terrell Clayton : Dr Dan
- Joe Lando : Tyler
- Kelli McCarty : Courtney
- Leo Tolkin : Adam
- Crystal Allen : Lisa

### Épisode 12:Tous ensemble
- Zac Efron : Cameron
- Shelley Buckner : Amber Starr
- Phillip Boyd : Tommy
- Danielle Savre : Callie
- Jesse Head : Lucas
- Jonathan Slavin : Kolby Freed
- Riley Smith : Tanner
- Ashley Edner : Jordan
- Susan Isaacs : Fran
- Brendan Hearne : Zack
- Jason Collins : L'entraîneur Andrews

### Épisode 13:Le Choix du cœur
- Danielle Savre : Callie
- Jay Harrington : Simon O'Keefe
- Jonathan Slavin : Kolby Freed
- Zac Efron
- Cameron
- Serena Scott Thomas
- Anastacia Dubois
- Leo Tolkin : Adam